# Carex boenninghausiana
Carex boenninghausiana är en halvgräsart som beskrevs av Carl Ernst August Weihe. Carex boenninghausiana ingår i släktet starrar, och familjen halvgräs. Inga underarter finns listade i Catalogue of Life.